# 本田晴美
本田 晴美（ほんだ はるみ、男性、1963年11月12日 - ）は、日本の元競輪選手。現在はデイリースポーツ専属の競輪評論家、YouTuber。 岡山県久米郡美咲町出身。現役時は日本競輪選手会岡山支部所属。日本競輪学校（当時。以下、競輪学校）第51期卒業。初出走は1983年4月21日の名古屋競輪場で、初勝利は4月29日の広島競輪場。

## 戦績
当時の岡山県立福渡高等学校を経て、競輪学校を適性試験で受験し合格。競輪学校では125人中71位と下位の成績ではあったが、デビュー後は一気に素質が開花し、1984年の2月にはデビュー1年足らずで早くもS級優勝を成し遂げ、同年9月にオールスター競輪への出場を果たすと、以降は特別競輪でも決勝に進出するほどの常連選手となった。
しかし当時の三強と称された中野浩一、井上茂徳、滝澤正光の壁は厚く、ことごとく阻まれた。だが滝澤の全盛時代に別線を組んで滝澤に対抗できるのは本田 ‐ 片岡克巳の岡山コンビだけといわれ、事実再三に渡って逃げ捲りの自力勝負で滝沢を破っている。中でも1987年の日本選手権競輪決勝（千葉競輪場）では最終バックで逃げる清嶋彰一の番手を奪い取り、ついに悲願の初タイトルが見えたかに思われたが、直線に入って「脚が三角に回る」状態になりズルズルと後退（5着）してしまった。
同年にはオーストリアのウイーンで開催された世界自転車選手権に出場し、プロ・ケイリンでは残りあと2周すぎから誘導を交わして先頭に立ち、マークしていた井上茂徳の好アシストがあったとはいえ堂々とそのまま押し切り、日本人選手として初めて優勝を果たし、同大会のスプリント種目で優勝を果たした俵信之とともにチャンピオンジャージーであるマイヨ・アルカンシエルを獲得した。オリンピック・世界自転車選手権の両大会を通じて、ケイリンを制覇した日本人選手は本田が初めてであった（2024年に山﨑賢人が日本人2人目の優勝を果たした）。
一方で、国内における特別競輪のタイトルは無冠のままであり、1998年のオールスター競輪（一宮競輪場）における決勝2着（優勝は山口幸二）が最高の成績となっている。この年末のKEIRINグランプリに、10年ぶりの出場（通算4度目）を果たした（これに関連して平成10年優秀選手・特別賞も受賞）。翌年の後半は、ポップな似顔絵が描かれた限定ユニフォームを着て出走した。
なお記念競輪は26回優勝している。
2012年10月12日の玉野競輪場で通算500勝を達成するなど長い間活躍を続けていたが、2015年6月25日からの玉野FIIを限りに引退することを表明し、同開催最終日の6月27日第4R・A級チャレンジ選抜戦7着を最後の競走とし、レース終了後に引退セレモニーが行われバンクを去った。その後、玉野競輪場では本田の現役時代の功績を称え、S級シリーズ（FI）本田晴美杯争奪戦が行われている。
2012年7月7日、選手登録消除。通算成績2822戦519勝。
現役引退後は神戸新聞社と契約、デイリースポーツの専属評論家として活動している。
2021年3月31日YouTubeにて自身のチャンネル「ターボHaRuちゃんねる」開設、動画投稿を開始。

## 競走スタイル
1980年代半ばから1990年あたりまでの全盛期は先行主体の戦法で戦っており、徐々に加速していき手のつけられないほどのトップスピードを発揮させる走りはターボエンジンとも称されていた。
その印象が強烈だったこともあり、選手生活の晩年においても自力を放つと往時を知るファンから歓声が上がることがあった。
レース出場直前に、唇に塩をたっぷり塗るスタイルで有名だった（口が乾かないようにするため）。

## 主な弟子
- 石丸寛之（76期）
- 筒井敦史（85期）
- 柏野智典（88期）